# Hahnia pusio
Hahnia pusio là một loài nhện trong họ Hahniidae.
Loài này thuộc chi Hahnia. Hahnia pusio được Eugène Simon miêu tả năm 1898.